# فأر معطل الجين

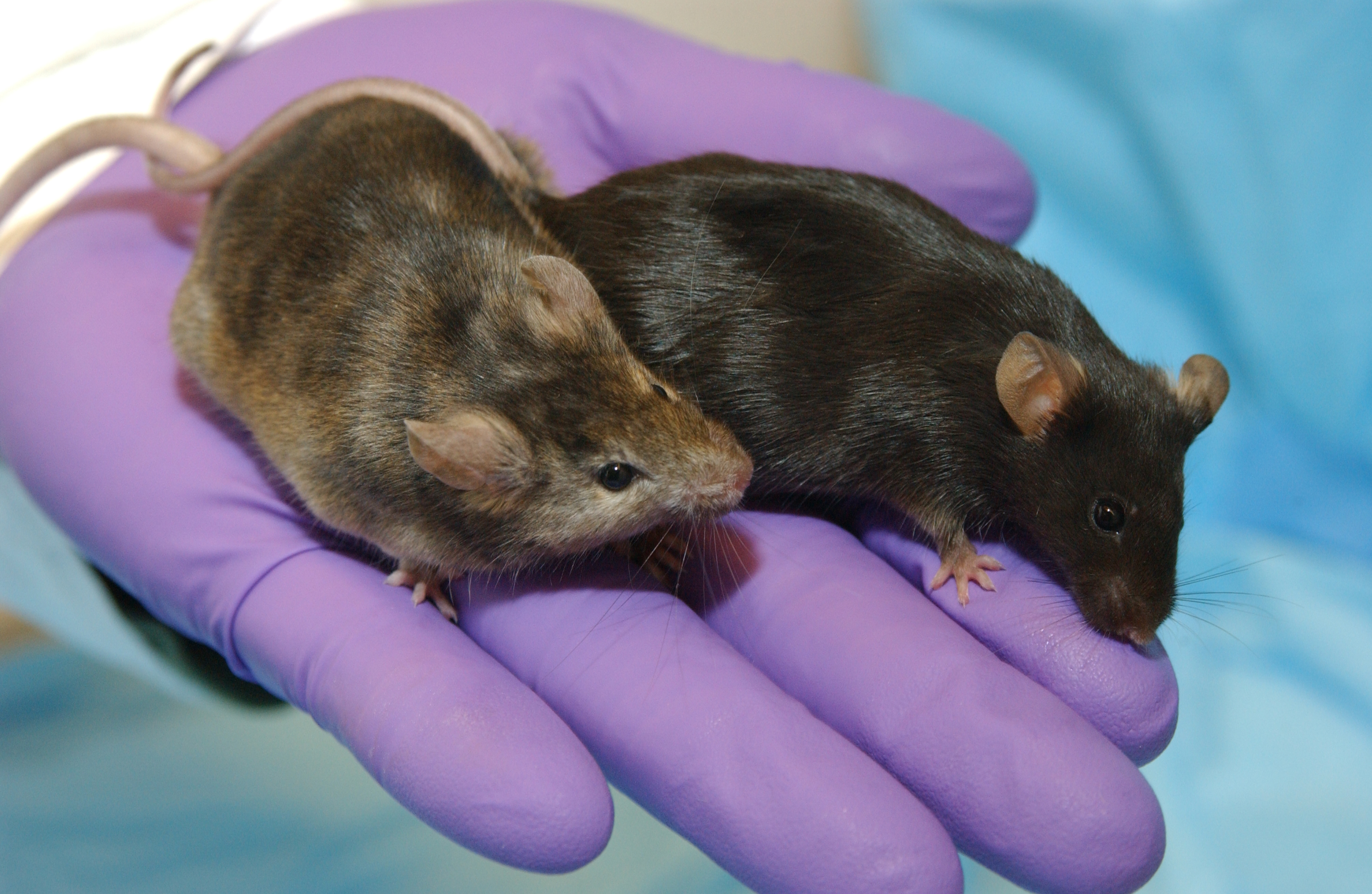
فأر مخبري تم فيه تعطيل الجين المؤثر على نمو الشعر (يسارا)، بجوار فأر مخبري عادي.

فأر معطل الجين (بالإنجليزية: Knockout mouse)‏ هو فأر معدل جينيا من جنس فأر المنازل (Mus musculus) يقوم فيه الباحثون بتعطيل "knocked out" جين متواجد فيه عبر تبديله أو إخلال التعبير الجيني عنه بواسطة قطعة دنا اصطناعية. الفئران المعطلة جينيا حيوانات نموذجية مهمة لدراسة وظائف الجينات التي تم تحديد تسلسلها لكن لم تُعرف وظيفتها بعد. يمكن للباحثين عبر تعطيل جين معين في الفأر وملاحظة أية فروق في التصرف الطبيعي أو الفسليولوجي معرفة الوظيفة المحتملة لها.
الفئران حاليا هي الجنس الحيواني المخبري الأكثر قربا جينيا للبشر والتي يمكن تطبيق تقنية تعطيل الجين عليها بسهولة، وهي تُستخدم بشكل شائع في تجارب تعطيل الجين وبشكل خاص تلك التي تتحرى الأسئلة الجينية ذات العلاقة بالفيسيولوجيا البشرية. تعطيل الجين لدى الجرذان أكثر صعوبة ولم يكن ذلك ممكنا سوى ابتداء من سنة 2003.
أول تسجيل لإنشاء فأر معطل الجين تم بواسطة ماريو كابيكي ومارتن إيفانز وأوليفر سميثيز سنة 1989 ونالوا بفضله جائزة نوبل للطب سنة 2007. الجوانب التكنولوجية لإنشاء فئران معطلة الجين، والفئران بحد ذاتها تم تقديم براءات اختراع لها في العديد من الدول بواسطة شركات خاصة.